# Obert Internacional d'Escacs Llucmajor
L'Obert Internacional d'Escacs Llucmajor és un torneig d'escacs que es juga a Llucmajor des de l'any 2011. El torneig es disputa a nou rondes per sistema suís. Està organitzat conjuntament pel Club Escacs Llucmajor, WinterChess i la Federació Balear d'Escacs. L'Obert Llucmajor és computable pel Circuit Català d'Oberts Internacionals d'Escacs.

## Historial
Quadre de totes les edicions amb els tres primers de la classificació general:
| Any  | Dates                  | Edició    | Campió              | Subcampió            | Tercer                |
| ---- | ---------------------- | --------- | ------------------- | -------------------- | --------------------- |
| 2012 | Del 8 al 14 gener      | I Obert   | Juan Gaya Llodra    | Senen Garcia del Rey | Jeroni Bergas Ferriol |
| 2013 | Del 28 abril al 5 maig | II Obert  | Salvador G. Del Rio | Vladimir Petkov      | Stanislav Sàvtxenko   |
| 2014 | Del 10 al 18 maig      | III Obert | Serhí Fedortxuk     | Aleksandr Dèltxev    | Yuri Solodovnichenko  |
| 2015 | Del 9 al 17 maig       | IV Obert  | Oğulcan Kanmazalp   | Vishnu Prasanna      | Andrey Sumets         |
| 2016 | Del 8 al 15 de maig    | V Obert   | Julio Granda Zúñiga | Romain Édouard       | Aleksandr Rakhmanov   |